# Rudolf Bahro

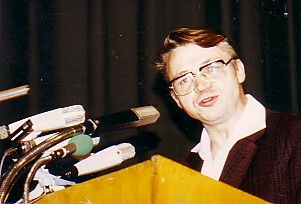
Rudolf Bahro

Rudolf Bahro (ur. 18 listopada 1935 w Bad Flinsberg, zm. 5 grudnia 1997 w Berlinie) – niemiecki filozof, publicysta i polityk. Jeden z czołowych niemieckich myślicieli lewicowych.

## Życiorys
Mieszkał w NRD, należał do partii komunistycznej, z której jednak został usunięty, a następnie aresztowany, przetrzymywany w więzieniu Stasi w Berlin-Hohenschönhausen (1977–1979) i skazany na 8 lat więzienia za krytykę ustroju. Po zmasowanej kampanii w jego obronie zezwolono mu ostatecznie na zamieszkanie w Berlinie Zachodnim.
Współzałożyciel Partii Zielonych (Die Grünen), jeden z jej głównych ideologów i działaczy. Opuścił ją w 1987, gdyż nie odpowiadała mu jej ewolucja (jak coraz silniejszy nacisk na kwestie obyczajowe) – bliższy był bowiem tradycyjnej lewicy, choć krytykował m.in. właściwy jej materializm.
Podkreślał konieczność odbudowy wspólnot lokalnych oraz odrodzenia życia duchowego.